# Minhaj ul Quran International
Minhaj ul Quran Internacional (Oficialmente Minhaj ul Quran International, en Urdu تحریک منہاج القرآن) es una organización religiosa islámica y cultural fundada en Lahore, Pakistán por líder político y religioso Dr. Muhammad Tahir ul Qadri en año 1980. La organización tiene presencia en más de 90 países del planeta.

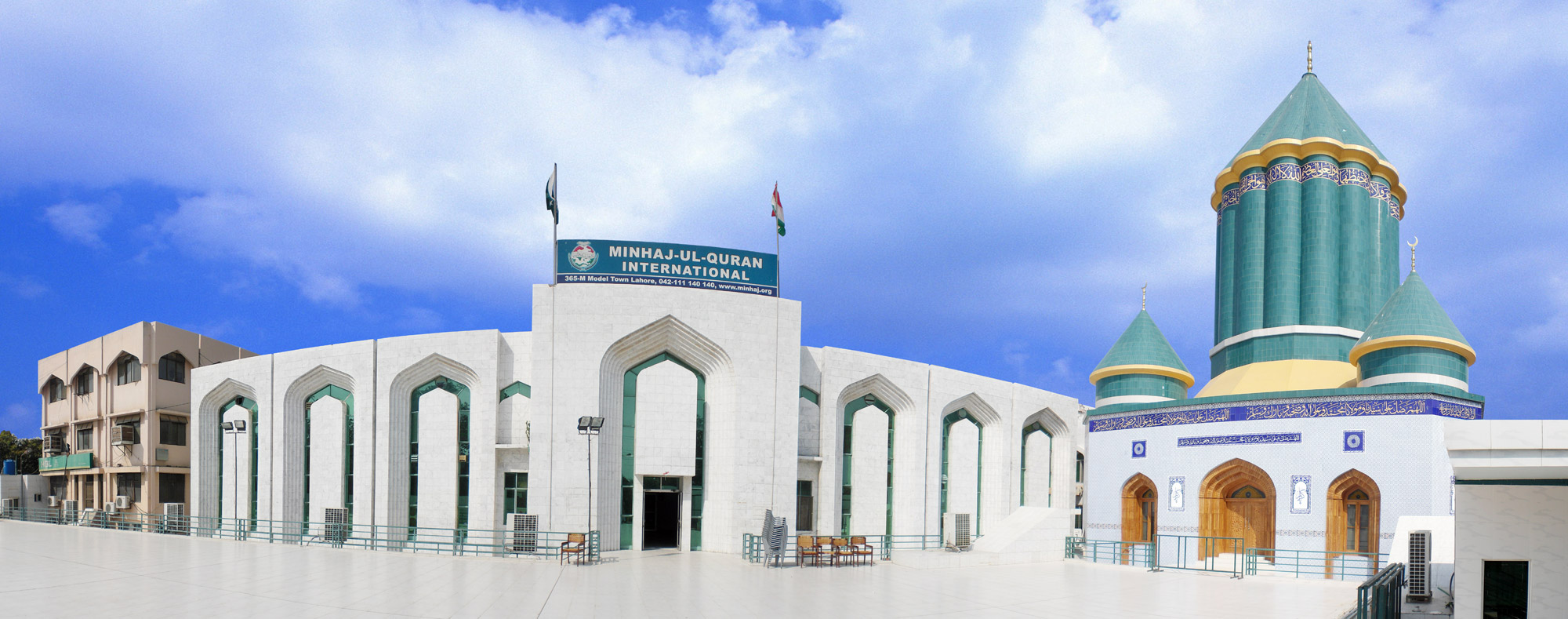
Sede Central de Minhaj ul Quran International, Lahore, Pakistán

## Ideología
La ideología de Minhaj ul Quran International es multidimensional y es relacionada con el progreso espiritual, moral, educativo y social de seres humanos en la luz de una interpretación moderna y moderada del Corán y el Sunna del Profeta del Islam Muhammad PBUH. Promueve la moderación religiosa, paz y armonía interreligiosa. En occidente se ha especializado en la lucha contra el terrorismo y el radicalismo entre los jóvenes musulmanes en la esperanza de reducir el mal del terrorismo.

## Logros/Éxitos

### Educación
La red educativa de Minhaj ul Quran es bien conocida en Pakistán. Están funcionando más de 570 escuelas e institutos de educación básica y secundaria por todo el país.
La Universidad de Minhaj, fundada el 18 de septiembre de 1986, fue colegiada/legalizada por el Gobierno de Pakistán en año 2005.

### Reconocimiento ONU
En julio de 2011, el Consejo Económico Social de la ONU (ECOSOC) concedió "Estatus Consultivo Especial" a Minhaj ul Quran International.

## Áreas y Sub-Organizaciones
- Liga de Juventud (Minhaj Youth League)
- Liga de Mujeres (Minhaj Women League)
- Fundación de Beneficencia (Minhaj Welfare Foundation)
- Movimiento Político (Pakistán Awami Tehreek)
- Movimiento Estudiantil (Mustafvi Students Movement)
- Consej de Sabios (Minhaj Ulma Council)
- Universidad (The Minhaj University)
- Foro de Diálogo (Muslim Christian Dialogue Fórum)
- Instituto de Recerca (Farid-e-Millat Research Institute)
- Consejo de Paz e Integración (Minhaj Peace & Integration Council)

## Minhaj ul Quran en Europa

### España
Minhaj ul Quran, en España formalmente se fundó en 1996, aunque un año antes sus miembros ya habían comenzado las actividades religiosas de forma informal. Minhaj ul Quran tiene 5 centros en 4 ciudades Españolas (Barcelona, Badalona, Hospitalet de Llobregat y Logroño).
En los centros de Minhaj ul Quran (también llamado "Centro Islámico Camino de la Paz") se organizan fiestas islámicas, culturales pakistaníes y actos para fomentar el diálogo interreligioso y la armonía interreligiosa.
Minhaj ul Quran España, a través del Consejo de Paz e Integración (Minhaj Peace & Integration Council) soluciona problemas legales y conflictos sociolaborales de la comunidad pakistaní.
En España Minhaj ul Quran International organiza las siguientes fiestas:
- 14 de agosto - Independéncia de Pakistán.
- 23 de marzo - Día Nacional de Pakistán.
- 25 de diciembre - Nacimiento de Jesucristo y Muhammad Ali Jinnah.
- 1 de Shawwal - Eid al Fitr (Fiesta de Fin de Ramadán).
- 10 de Dhulhajja - Eid al Adha (Fiesta del Sacrificio).
- 12 de Rabi ul Awwal (Nacimiento del profeta Muhammad).

Servicios que ofrece Minhaj ul Quran a los recién llegados
- Clases gratuitas de lenguas (Español y Catalán)
- Traducción de documentos.
- Interpretación y acompañamiento.
- Preparación de documentos de extranjería.

### Webs Centrales
- Web oficial en inglés
- Página oficial en Facebook
- Minhaj Welfare Foundation
- Muslim Christian Dialogue Forum
- Web de la Liga de Juventud
- Web de la Liga de Mujeres
- Web del Partido Político

### Webs fuera de Pakistán
- Web de España
- Web de Noruega
- Web de Dinamarca
- Web de Austria
- Web de Australia
- Web de Alemania (enlace roto disponible en Internet Archive; véase el historial, la primera versión y la última).

- Datos: Q1936754
- Multimedia: Minhaj-ul-Quran / Q1936754